# Døllefjelde-Musse Idrætsforening
Døllefjelde-Musse Idrætsforening (DMI) er dansk sportsklub hjemmehørende på et anlæg mellem landsbyerne Døllefjelde og St. Musse tæt på  Nysted på det sydøstlige Lolland. Klubben blev stiftet den 26. juli 1933 og har fodbold og tennis på programmet, som dyrkes på DMIs moderne anlæg. Klubhuset indeholder motionsrum.
Klubbens fodboldafdeling er medlem af Lolland-Falsters Boldspil-Union. I 1943 opnåede klubben at vinde mellemrækken. I 1950 kom klubben for første gang på tipskuponen i forbindelse med et kamp mod Horbelev Boldklub, som endte uafgjort. Den højeste placering i klubbens historie kom i Danmarksseriens 2006/07 sæson. Klubben sikrede sig første adgang til Danmarksserien i 1994, men rykkede ned efter sæsonens afslutning. Klubben vendte dog allerede tilbage til rækken i 1997. Søndag den 25. januar 1998 blev klubben Danmarksmestre i Indefodboldved at slå Silkeborg IFs Superligahold i finalen med cifrene 3-2.
Siden 1979 har Døllefjelde-Musse IF årligt afviklet et kræmmermarked på deres arealer i Store Bededagsferien, Døllefjelde-Musse Marked (tidligere Døllefjelde Marked), hvor over 120.000 gæster besøger marked.

## Ekstern kilde/henvisning
- DMIs officielle hjemmeside Arkiveret 13. februar 2007 hos  Wayback Machine

54°43′38.04″N 11°40′28.65″Ø / 54.7272333°N 11.6746250°Ø